# Me enamoré de ti
«Me enamoré de ti» es una balada y el primer sencillo del disco No hay imposibles del artista boricua Chayanne, lanzado en noviembre de 2009 por su discográfica Sony Music.

## Composición
Fue escrita por los compositores Paolo Tondo, Ángel López, Javier Díaz, Carlos Celles, Mauricio A. Pedraza y Jorge E. Munguía y producida por Julio Copello.

## Videoclip
El video oficial fue lanzado a través de su cuenta de Youtube, en enero de 2010. Fue dirigido por Henry Link y fue rodado en Miami, Florida en Estados Unidos.
En el se puede observar a Chayanne cantando dentro de una casa y con muchas luces a su alrededor. Además está blanco y negro todo el rodaje.

## Uso en los medios
- Fue utilizada como el tema principal de la telenovela mexicana de Televisa, Corazón salvaje en el año 2009, la cual fue protagonizada por Aracely Árambula y Eduardo Yáñez.[5]

## Lista de canciones

### Descarga digital[6]
| Me enamoré de ti — Single |                    |          |  |
| N.º                       | Título             | Duración |  |
| 1.                        | «Me enamoré de ti» | 4:24     |  |

## Posicionamiento en listas
| Listas (2009)                    | Máxima posición |
| -------------------------------- | --------------- |
| Latinoamérica Top 100            | 78              |
| U.S. Billboard Hot Latin Tracks  | 6               |
| U.S. Billboard Latin Airplay     | 6               |
| Billboard Mexico Airplay         | 3               |
| Billboard Mexico Espanol Airplay | 3               |